# Vörös Rébék (album)
A Vörös Rébék az Úzgin Űver magyar együttes negyedik albuma, mely 2004-ben jelent meg.

## Az album dalai
|     | Cím                    | Hossz |
| --- | ---------------------- | ----- |
| 1.  | Varjú I. / Crow I.     | 04:41 |
| 2.  | Folyópart / Riverbank  | 06:23 |
| 3.  | Palló / Plank          | 05:13 |
| 4.  | Mulatság / Amusement   | 06:43 |
| 5.  | Csábítás / Temptation  | 05:22 |
| 6.  | Varjú III. / Crow III. | 01:02 |
| 7.  | Üllő / Hammer          | 06:25 |
| 8.  | Kasznár / Shepherd     | 05:59 |
| 9.  | Szűrő / Filter         | 04:22 |
| 10. | Albatrosz / Albatros   | 03:22 |
| 11. | Négyes / Fourth        | 03:48 |
| 12. | Varjú II. / Crow II.   | 04:50 |

## Közreműködők
- Farkas Marcsi - (hegedű)
- Homoki Péter - (sampler, gitár, ütőhangszerek, ének)
- Majoros Gyula - (fúvós hangszerek)
- Paizs Miklós - (tilinkó, ének - 10, 11)
- Somogyi István - (légzés - 7, 10)

## Külső hivatkozások
- Az Úzgin Űver együttes hivatalos honlapja
- Az Úzgin Űver együttes a myspace-en
- zajlik - Úzgin Űver Archiválva 2016. március 4-i dátummal a Wayback Machine-ben
- dalok - Úzgin Űver Archiválva 2010. július 16-i dátummal a Wayback Machine-ben
- CD-KP003 - uuzgin üüver: vörös rébék (2004)